# Keithsburg (Illinois)
Keithsburg je grad u američkoj saveznoj državi Ilinois. Prema popisu stanovništva iz 2010. u njemu je živjelo 609 stanovnika.